# KIT (Bonnier)
KIT startade som en digital publikation inom Bonnierkoncernen som lanserades den 16 april 2015. KIT grundades av Robert Brännström, Peder Bonnier och Fredrik Strömberg som alla tidigare jobbat på Bonnier Tidskrifter.
Det ursprungliga bolaget delades i två under 2021. KITs teknikplattform blev företaget Storykit som gör mjukvara för videoredigering medan KITs innehållsproduktion blev innehållsbyrån KIT med fokus på storytelling i sociala medier.  Det senare bolaget ägs av People People People.

## Utmärkelser
- 2015: Tidskriftspriset[5] i kategorin Årets digitala tidskrift populärpress.
- 2015: Årets dagstidning i kategorin Årets idé.[6]
- 2016: Internetworld Topp100 i kategori Bästa tidskrift på nätet.[7]
- 2016: Tidskriftspriset i kategori Årets Journalist till Thomas Arnroth. [8]
- 2017: Årets dagstidning i kategori Årets ljud och bild. [9]
- 2017: The Native Advertising Awards i kategori Best Use of Facebook [10]

## VD
- Peder Bonnier, 2014-2018
- Linda Öhrn Lernström, 2018-2021
- Kristina Berg, 2021 –